# Сражение при Энтитеме
Сраже́ние при Энти́теме (англ. Battle of Antietam), Сражение при Антиетаме, Сраже́ние при Ша́рпсберге (англ. Battle of Sharpsburg) — сражение Мэрилендской кампании в ходе Гражданской войны в США. Произошло 17 сентября 1862 года у города Шарпсберг (штат Мэриленд) и реки Энтитем-Крик (англ. Antietam Creek), между федеральной армией (командующий Джордж Макклеллан) и армией Конфедерации (командующий Роберт Ли). Стало первой крупной битвой на территории Севера и осталось самым кровопролитным однодневным сражением в американской истории: с обеих сторон погибло около 3600 человек. Военный историк С. Морисон считает одной из причин поражения южан то, что генерал Ли недооценивал значение нарезного оружия (винтовок) в бою на открытой равнинной местности.

## Обстановка перед началом сражения
Северовирджинская армия генерала Ли (около 55 000 человек) вошла в Мэриленд 4 сентября 1862 года после разгрома федеральной армии под Бул-Раном 29 августа. Замысел Ли заключался в том, чтобы привлечь на свою сторону население штата, которое испытывало некоторые симпатии к Конфедерации. Успех кампании мог также повлиять на грядущие президентские выборы на Севере. Одновременно была надежда, что перенос боевых действий на территорию Севера повлияет на позицию Англии и Франции, которые пока не вмешивались в ход войны.
Зная о медлительности и неуверенности федерального главнокомандующего Макклеллана, Ли рискнул разделить свою армию на части и действовать одновременно на нескольких направлениях. Однако, по чистой случайности, два солдата федерации (капрал Бартон Митчелл и сержант Джон Блосс) нашли потерянную копию «Специального приказа 191», где был подробно описан весь план генерала Ли. Генерал Макклеллан увидел в этом возможность уничтожить армию Конфедерации по частям и приказал незамедлительно начать наступление.
Неожиданно начавшееся наступление Потомакской армии спутало планы армии Юга. Ли был вынужден спешно отступать на соединение с частями генерала Джексона. В сражении у Южной Горы южанам удалось задержать продвижение армии Макклеллана и выиграть один день. Единственный путь отступления в Виргинию вёл через Шарпсберг и Шепардстаун, однако в случае быстрого отступления армии дивизия МакЛоуза могла быть отрезана от переправ и уничтожена. Ли решил отступить к Шарпсбергу и ждать там Джексона и МакЛоуза.
Джексон успел взять форт Харперс-Ферри, что позволило ему перебросить часть своих сил (дивизии Лоутона и Джонса) на помощь Ли. Дивизии Маклоуза и Андерсона подошли только на рассвете, после начала сражения, а «Лёгкая дивизия Хилла» — в 14:30, в самом конце.
Таким образом, к утру 17 сентября Северовирджинская армия успела сконцентрироваться и не позволила разбить себя по частям, но всё ещё вдвое уступала противнику по численности.

## Силы сторон

### Силы Союза

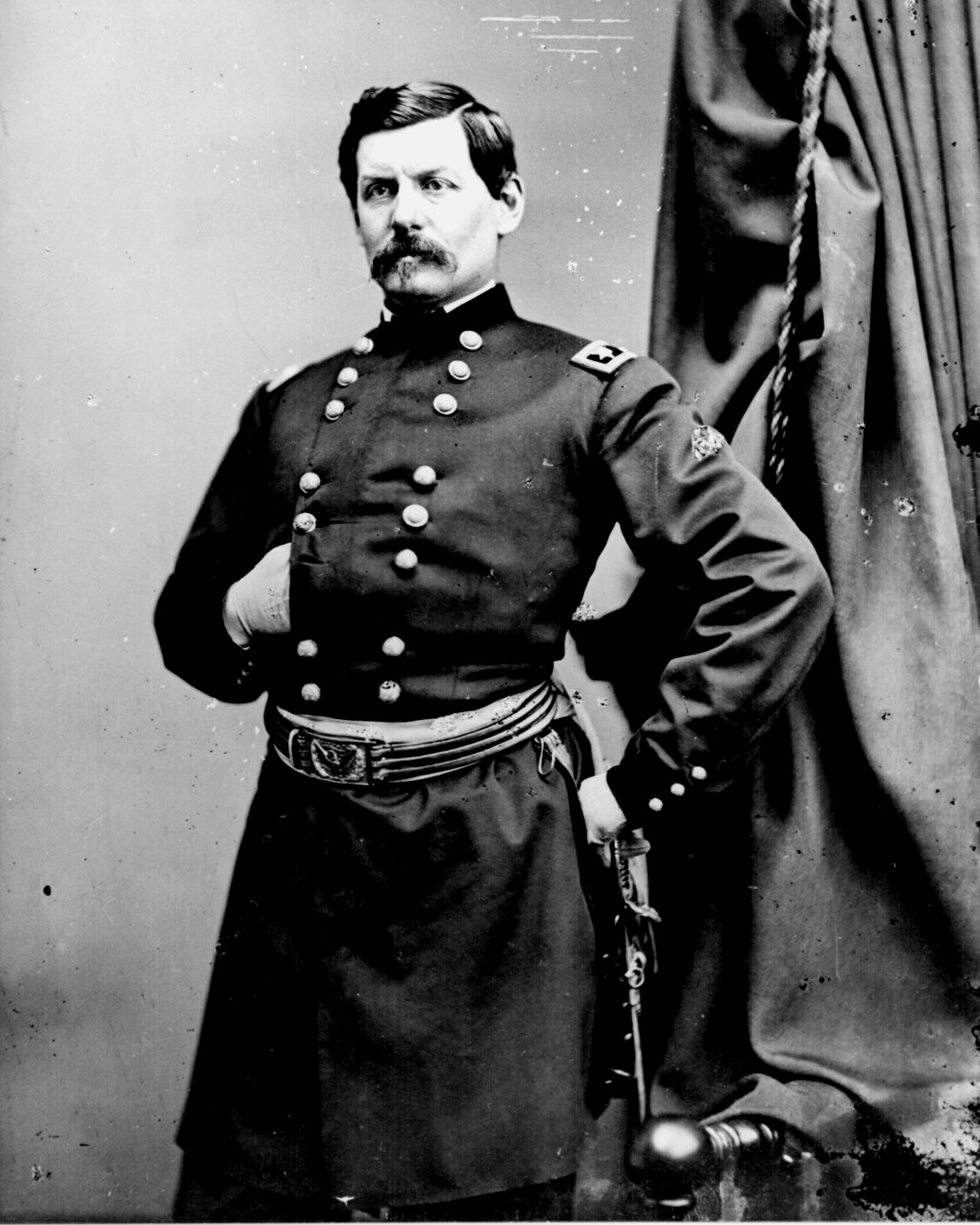
Джордж Макклелан, главнокомандующий федеральной армии

Потомакская армия насчитывала 6 пехотных корпусов.
- I корпус генерал-майора Джозефа Хукера из трёх дивизий;
- II корпус генерал-майора Эдвина Самнера из трёх дивизий;
- V корпус генерал-майора Фицджона Портера из трёх дивизий;
- VI корпус генерала Уильяма Франклина из трёх дивизий;
- IX корпус Эмброуза Бернсайда из четырёх дивизий;
- XII корпус Джозефа Мансфилда из двух дивизий;
- Кавалерийская дивизия бригадного генерала Альфреда Плезантона (бригады Чарльза Уайтинга, Джона Фарнсворта, Ричарда Руша, Эндрю МакРейнольдса и Бенджамина Дэвиса).

В распоряжении Макклеллана было 75 000 человек, и ещё три дивизии Франклина (19 000 чел.) в четырёх часах ходу в тылу. Итого 94 000 человек, но с вычетом больных, дезертиров и нестроевых должно было быть около 71500 строевых.

### Силы Конфедерации

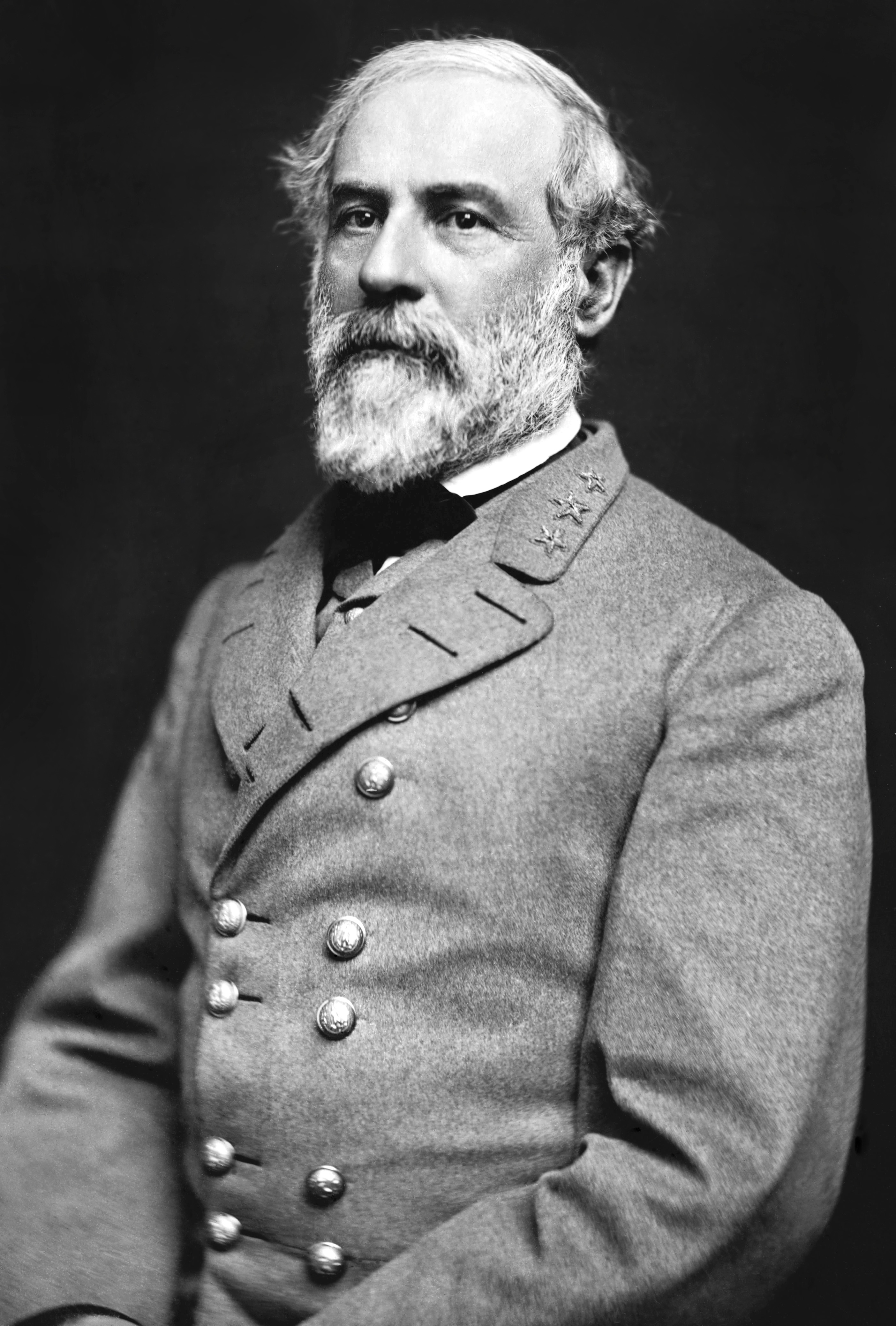
Роберт Ли, главнокомандующий армии Конфедерации

Северовирджинская армия состояла из десяти пехотных дивизий, сведённых в два «крыла» (корпуса), также имелась кавалерия Джеба Стюарта и резерв артиллерии под командованием генерала Уильяма Пендлтона. Второй корпус распределил артиллерию по дивизиям, тогда как Первый корпус держал её под корпусным управлением.
Эзра Карман писал, что 16 сентября, до прихода дивизий Андерсона, Маклоуза и Хилла, армия насчитывала 25 000 человек. История Стивен Сирс писал, что 17 сентября, до прихода последней дивизии (Хилла) армия насчитывала менее 35 000 человек.
Сам генерал Ли писал в рапорте, что армия насчитывала «менее 40 000 человек». Генерал Джон Гордон писал в мемуарах, что армия Севера насчитывала 60 000 человек, а армия Юга — 35 000.
По статистике историка Джозефа Пьерро, корпус Лонгстрита насчитывал 17 146 человек, корпус Джексона — 14 584. Если добавить резервную артиллерию, то получится 32 851 человек. Это данные без учёта кавалерии, численность которой точно не известна, но обычно принимается за 4500 человек.
По подсчётам историков, в сражении при Энтитеме участвовали представители 24 национальностей. В частности, в составе 12-й южнокаролинской дивизии числилось некоторое количество индейцев катоба.

## Сражение

### Развёртывание сил
15 сентября генерал Ли расположил все имеющиеся в его распоряжении силы у Шарпсберга, на пологих холмах у реки Энтитем-Крик. Это была удобная позиция, однако её нельзя было назвать неприступной. Река представляла собой незначительное препятствие: она имела в ширину 18—30 метров, и через неё вели несколько бродов и каменных мостов. Опасность была и в том, что за спиной армии Конфедератов находилась река Потомак с единственной переправой (Ботелерс-Форд). 15 сентября в распоряжении генерала Ли находилось всего 18 000 человек, третья часть всей Северовирджинской армии. МакКлеллан впоследствии писал: «Их позиция в углу, сформированном реками Потомак и Энтитем таким образом, что фланги и тыл были прикрыты этими реками, была одной из сильнейших в этой части страны, которая хорошо приспособлена для оборонительной войны».
Первые две федеральные дивизии появились в полдень 15 сентября, а остальная часть армии — вечером. Лонгстрит вспоминал:

 Их число всё увеличивалось, синее море становилось всё больше, пока оно не заняло всё пространство, какое только можно было охватить взглядом, и огромная армия Мак-Клелана заполонила долину от горных вершин до берегов ручья. Вид этих могучих сил <…> внушал благоговейный ужас.

Если бы федералы атаковали утром 16-го, они имели бы подавляющее численное преимущество, но легендарная осторожность Макклеллана — который решил, что в армии Ли 100 000 человек, — привела к тому, что атаку отложили на день. Это дало возможность южанам лучше укрепить свои позиции. Кроме того, корпус Лонгстрита успел прибыть из-под Хагерстауна, а корпус Джексона (за вычетом дивизии Хилла) — подойти из Харперс-Ферри. Джексон теперь защищал левый фланг, который упирался в Потомак, а Лонгстрит — правый, южный, который упирался в Энтитем. Вся линия обороны протянулась на 6 километров (4,5 миль).
На поле у Данкер Чёрч была размещена измотанная боями, голодная дивизия конфедератов Худа. За час до заката 16 сентября I корпус Потомакской армии перешёл реку Энтитем и вступил в перестрелку с бригадами Худа, которая затянулась до ночи. После боя Худ попросил Джексона прислать замену его дивизии и дать ей хотя бы ночь на то, чтобы приготовить себе еду. Джексон сразу направил туда дивизию Лоутона: бригады Дугласа, Уокера и Хайса. «Он потребовал, однако, чтобы я вернулся как только потребуется», вспоминал потом Худ.
План Макклеллана, по его словам, состоял в том, чтобы атаковать левый фланг противника корпусами Хукера и Мансфилда при поддержке корпусов Самнера и, если потребуется, Франклина. Если всё пошло бы хорошо, то планировалось послать корпус Бернсайда в атаку на правый фланг противника с выходом ему в тыл. В случае удачи одной из этих атак предполагалось атаковать центр остальными имеющимися силами.
Вечерняя атака в каком-то смысле выдала намерения Макклеллана. Ли осознал, что стоит ожидать атаки именно на левом фланге и перебросил туда часть своих сил. Одновременно он отправил гонцов в Харперс-Ферри к Хиллу и Маклоузу, извещая, что они срочно нужны под Шарпсбергом.

### 17 сентября. Утро

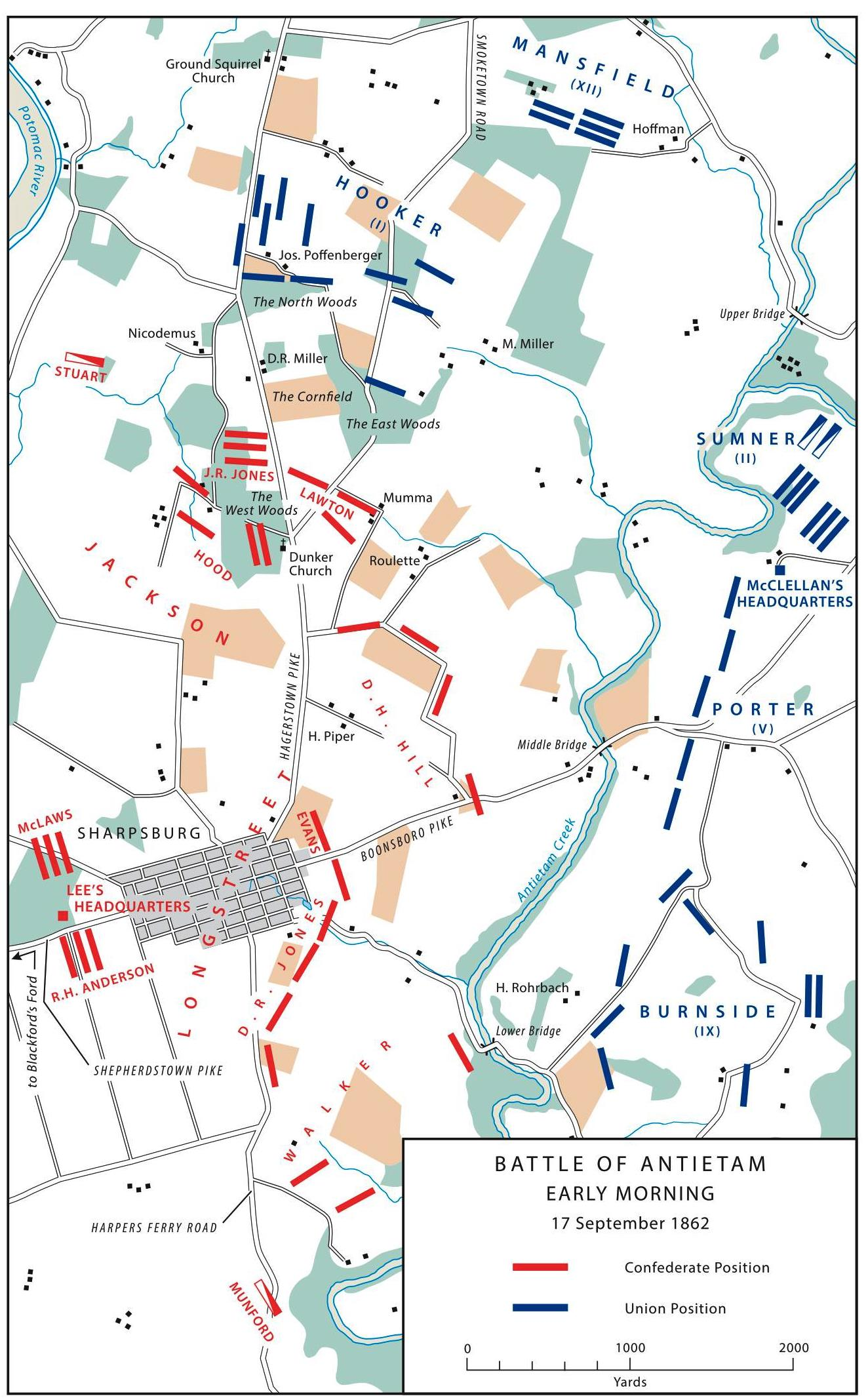
Расстановка сил на начало сражения

Сражение началось на рассвете, около 05:30, 17 сентября, атакой I федерального корпуса Джозефа Хукера. Хукер с севера на юг, вдоль Хагерстаунской дороги, к зданию баптистской церкви Данкер-Чёрч. Дивизия Эбнера Даблдея наступала на правом фланге корпуса через поле Миллера к лесу Вест-Вуд, дивизия Джеймса Рикеттса наступала на левом, через Кукурузное поле, к лесу Ист-Вуд, а пенсильванская дивизия Джорджа Мида в центре и немного сзади. Письменных приказов от Макклеллана не сохранилось, поэтому неизвестно, в какой мере Хукер был самостоятелен. XII корпус Мансфилда стоял в миле позади, но не получил приказа присоединиться к наступлению. В результате 8600 человек корпуса Хукера начали наступать сами по себе на позицию, которую занимал противник неизвестной численности.
У Джексона стояли в обороне дивизии Лоутона (бывшая дивизия Юэлла) и Джонса. Четыре бригада Джонса стояли в лесу Вест-Вуд и около него, а у Лоутона одна бригада стояла сразу к югу от Кукурузного поля, а вторая восточнее, у развалин фермы Самуэля Мамма. Вся позиция Джесона была растянута на 3/4 мили. В лесу Вест-Вуд стояли в резерве ещё две бригады Лоутона и две бригады Джона Худа. Правее позиции Джексона находилась высота Никодемус-Хилл, где Джеб Стюарт расположил 14 орудий под командованием Джона Пелхэма. Джексон отправил бригаду Джубала Эрли для прикрытия этих орудий. Федеральные офицеры потом рассказывали про убийственный артиллерийский огонь с этой высоты, но никому не пришло в голову отбить высоту, и не было попытки организовать контрбатарейный огонь. Лейтенант Гарбер, командир одного из орудий, впоследствии утверждал, что именно он сделал первый выстрел сражения при Энтитеме.

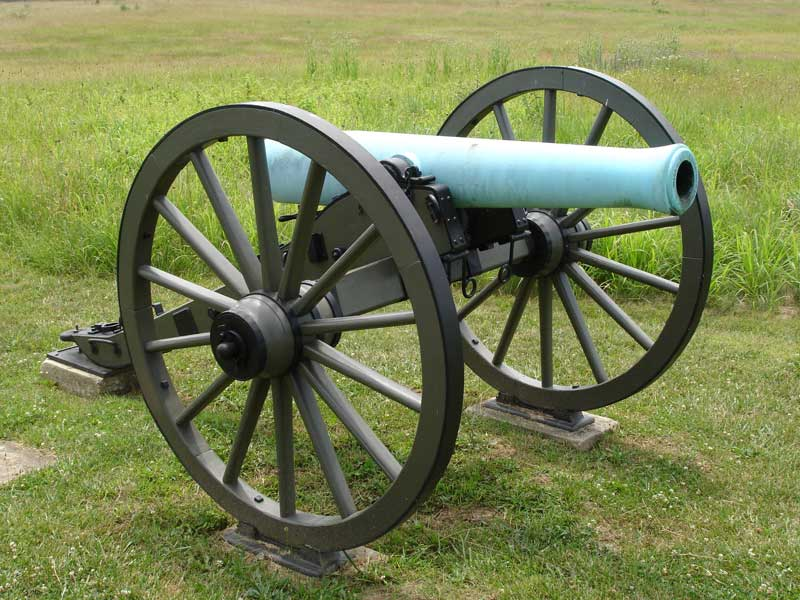
12-фунтовый «Наполеон» был самым массовым орудием при Энтитеме: 27 орудий у армии Юга и 108 у армии Севера

Как только первые солдаты Союза показались на кукурузном поле, началась артиллерийская дуэль. Конфедераты вели огонь батареями Джеба Стюарта с запада и четырьмя батареями полковника Стефана Ли с высот у Данкер Чёрч с юга. Федералы отвечали девятью батареями с гряды за Нортвудом и четырьмя батареями 20-фунтовых орудий Паррота с позиций в 3 километрах восточнее Энтитем-Крик. «Батареи открыли огонь с фронта из леса снарядами и картечью, и наши отряды вынуждены были целый час простоять под ужасающим ураганом снарядов, картечи и мушкетных пуль», писал Джексон.
С федеральной стороны первой вступила в бой пенсильванская бригада Трумана Сеймура, которая наступала на левом фланге корпуса Хукера и столкнулась с бригадой Джеймса Уокера. Люди Уокера оказались не только под огнём пенсильванцев, но и под обстрелом дальнобойных орудий из-за Энтитема. Но огонь орудия оказался неточен и не нанёс большого урона. 13-й Пенсильванский полк быстро растратил боеприпасы и стал отходить, из-за чего начал отход и второй полк Сеймура, после чего южане оттеснили и последний, третий полк. К этому моменту дивизии Даблдея и Рикеттса уже вышли на позицию для атаки, артиллерия на всякий случай дала несколько залпов картечью по кукурузному полю, и вперёд пошла передовая бригада дивизии Рикеттса под командованием Абрама Дьюри, численностью 1100 человек. Было 6 часов утра.
На пути Дьюри стояла бывшая бригада Лоутона, которой теперь командовал полковник Марселлус Дуглас. Он приказал пехоте залечь, прицелиться в верхи кукурузы и ждать приказа открыть огонь. Как только пять полков Дьюри вышли из кукурузы, бригада Дугласа дала залп, и между двумя пехотными линиями началась перестрелка с дистанции в 250 метров. В это время три полка Уокера: 12-й и 21-й Джорджианские и 21-й Северокаролинский обошли позицию Дьюри и открыли огонь по его левому флангу. Однако, остатки бригады Сеймура ещё прятались в Ист-Вуде, и, заметив манёвр Уокера дали залп по его правому флангу. Дьюри ждал подхода остальных бригад дивизии, но они не подходили, а боеприпасы стали заканчиваться. Заметив угрозу своему флангу, Дьюри приказал отступать назад через кукурузное поле. Бригада отступила организованно, но более не использовалась в тот день. за полчаса боя она потеряла треть своего состава.
Ожидаемые Дюрье подкрепления — это бригады Хартсуффа и Кристиана. Во время наступления Хартсуфф выехал вперёд для рекогносцировки и был ранен осколком снаряда. Это задержало бригаду на полчаса, пока командование не принял полковник Култер. Когда бригада возобновила наступление, то попала под такой плотный огонь, что многие полки были почти полностью уничтожены. Командир второй бригады, полковник Кристиан, внезапно запаниковал и покинул поле боя. Впоследствии его нашли прятавшимся за деревьями. В тот же вечер Рикеттс отстранил Кристиана от командования.
Когда бригады были построены и посланы в атаку, на их пути стояли только остатки дивизии Лоутона: генерал Дуглас погиб, генерал Уокер был ранен, тяжёлое ранение получил и сам Лоутон; он сдал командование Джубалу Эрли и покинул поле боя. Однако оставалась ещё бригада «луизианских тигров» Гарри Хайса — она бросилась в атаку и выбила федералов к Иствуду. 12-й массачусетский полк понёс в этот день самые тяжёлые потери — 67 % своего состава. Бригада Хайса тоже попала под артиллерийский обстрел и отступила с поля. Из 500 человек бригады на поле полегли 323.

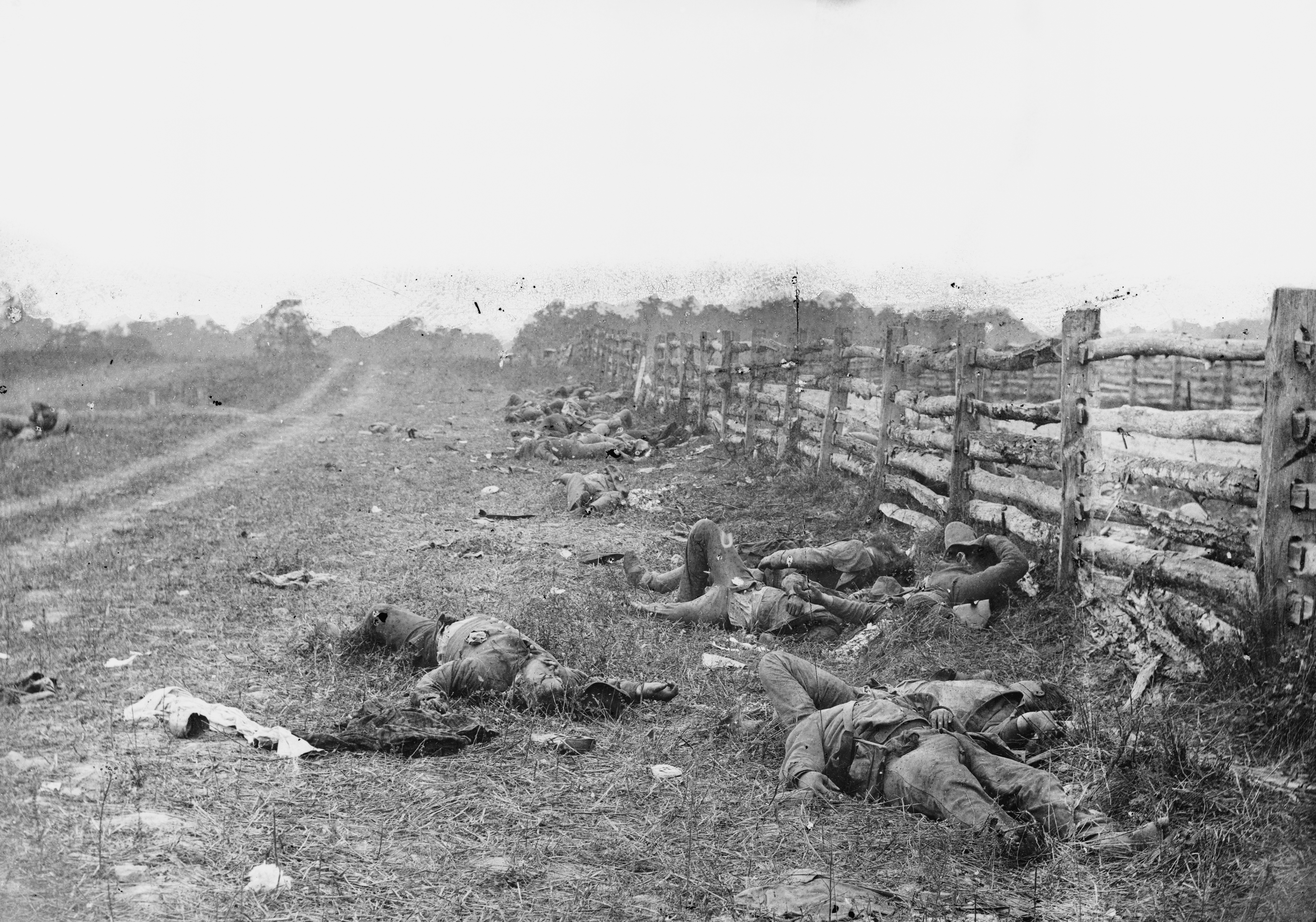
Солдаты-луизианцы бригады Старка после боя у Данкер Черч. Фотография Александра Гарднера, сентябрь 1862

Атака Железной бригады в битве при Энтитеме

В районе кукурузного поля наступление северян забуксовало, однако в нескольких сотнях ярдов восточнее их дела шли более успешно. 4-я бригада Гиббона («Железная бригада» из дивизии Даблдея) сумела отбросить солдат Джексона. Но они были остановлены атакой 1150 солдат бригады Старка, которые открыли по ним огонь с дистанции 30 метров. Интенсивным огнём Железная бригада остановила атаку, причём был смертельно ранен сам генерал Старк. Федералы возобновили наступление и сумели прорвать оборонительную линию Джексона, поэтому вся оборона южан на этом участке могла рухнуть в любую минуту. Несмотря на серьёзные потери, корпус Хукера уверенно двигался вперёд, в разрыв между бригадой Эрли и дивизией Дэниеля Хилла. «Это угрожало немедленным разгромом».
Около 07:00 южане получили подкрепления: дивизии Маклоуза и Андерсона начали пребывать из-под Харперс-Ферри, но требовалось выиграть время, чтобы успеть ввести их в дело. Около 07:15 генерал Ли решился ослабить правый фланг и направил джорджийскую бригаду Джорджа Андерсона с правого фланга на помощь Джексону.
Между тем у Джексона уже не оставалось своих частей, но он вспомнил о техасской дивизии Худа и приказал им атаковать наступающие части Хукера. Бригады Худа, участвовавшие в вечерней перестрелке, так и не успели выспаться и приготовить себе еду. «…офицер из штаба Лоутона примчался ко мне и сказал: „Генерал Лоутон присылает свои поздравления и просит, чтобы вы пришли поддержать его“. Прозвучало: „К оружию!“, и мои солдаты снова были вынуждены идти в бой, оставив в лагере всю неприготовленную пищу».
Техасцы вышли на кукурузное поле и открыли огонь по северянам, которые уже считали себя победителями. Бригады Гиббона, Фелпса и Хофмана были моментально дезорганизованы и начали отступать. Однако техасцев было слишком мало (2000), и они тоже потеряли организацию. Особенно тяжело пришлось 1-му техасскому полку, который попал под огонь пенсильванцев и отступил, потеряв знамя. Из 226 солдат полка погибли 186. Потери в других полках Худа тоже были высоки: 5-й техасский полк потерял 86 человек из 175, 4-й техасский — 100 из 200. Впоследствии Худ сказал генералу Ли: «Моя дивизия почти стёрта с лица земли».
Дивизия Худа погибла наполовину, но она остановила Даблдея и вынудила отступить Рикетта и Мида. В итоге к 7 часам утра 12-тысячный корпус северян был разгромлен и утратил боеспособность. Корпус потерял 2470 человек убитыми и ранеными, включая генерала Хукера. В корпусе осталось около 7000 человек.

#### Наступление XII корпуса
Когда наступление I корпуса забуксовало, на поле боя стал выдвигаться XII корпус Мансфилда (ок 7:15), который насчитывал 7200 человек. Первой пришла дивизия Альфеуса Уильямса (бригады Кроуфорда и Гордона). Она вошла в лес Иствуд и здесь генерал Мансфилд был смертельно ранен и сдал командование Уильямсу. Бригада Гордона стала наступать через поля между Иствудом и Вествудом как раз в разрыв между бригадами Уоффорда и Лоу. К этой атаке присоединились остатки бригад Патрика и Гиббона, и их общая атака заставила Уоффорда отступить в Вествуд. Его отход вынудил отступить и бригаду Лоу. В боях на кукурузном поле бригада Уоффорда понесла тяжёлые потери: из строя выбыло 560 человек из 854. 1-й Техасский полк потерял 80% своего состава (186 человек из 226).

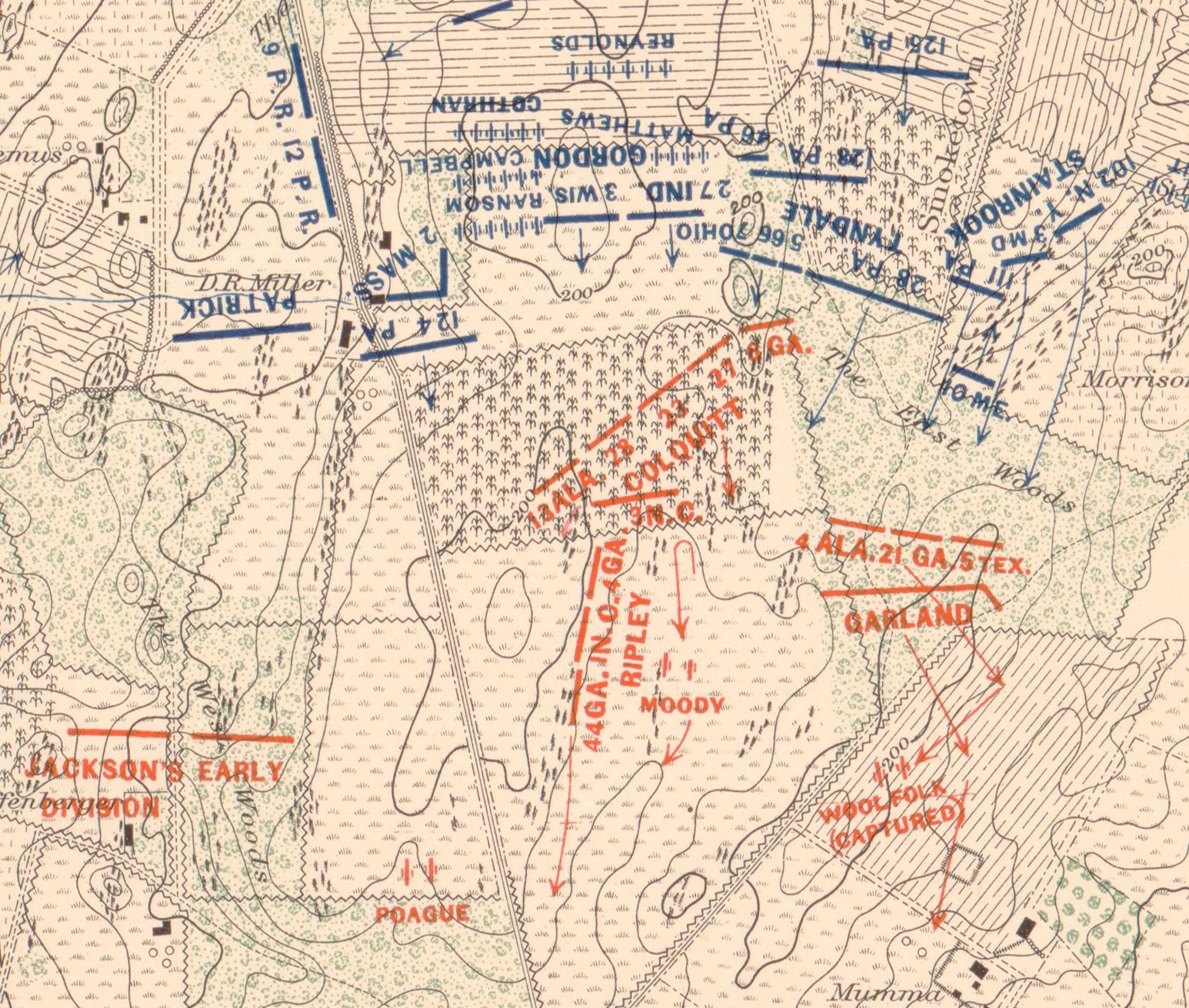
Бригады Рипли-Долса, Колкитта и Гарланда-Макрэя на Кукурузном поле

Бригада Гордона продолжала идти вперёд, но в это время на поле боя вышли бригада Колкитта и Дункана Макрея. Бригада Долса теперь стояла левее Колкитта, а бригада Макрэя правее. Они вступили в перестрелку с бригадой Гордона, и бой тянулся до тех пор, пока на поле не вышла дивизия Джорджа Грина.
Дивизия Грина вышла на поле боя около 8:15. Бригаду Гудрича сразу отправили на правый фланг позиции за Хагерстаунскую дорогу, а остальные две бригады Грин развернул в лесу Иствуд: бригаду Тиндейла справа и бригаду Стейнрука слева (1727 человек в обоих бригадах). Развёртывание бригады Тиндейла заметил капитан Томпсон из 5-го Северокаролинского полка, который стоял на правом фланге бригады Макрэя. «Они обходят нас с фланга, — закричал он, — там целая бригада!». Паника распространилась на всю бригаду Макрэя и она стала отходить к лесу Вествуд. Между тем три огайских полка Тиндейла вышли на западную окраину Иствуда и увидели бригаду Колкитта в 30 метрах впереди, на северном краю Кукурузного поля, с открытым флангом. Огайцы открыли огонь, а затем бросились вперёд и после ожесточённого боя заставили бригаду Колкитта отступить. На поле боя осталась только бригада Долса, но в этой ситуации Хилл был вынужден отвести и её.
Продолжая наступление, две бригады Грина двинулись по Смоуктаун-Роуд к Данкер-Чёрч и ненадолго остановились для пополнения боеприпасов. Плато у Данкер-Чёч ещё недавно было в руках федералов, но где-то до 09:00 генерал Хукер был ранен в ногу и покинул поле боя. В результате около 09:00 федеральные части лишились верховного командования и на поле боя началось небольшое затишье. В это время генерал Ли уже направил к плато дивизии Уокера и Маклоуза. Бригады Грина вышли к Данкер-Чёрм и лесу Вествуд, но оказались без поддержки с флангов. Грин простоял на плато два часа и только в 13:30 начал отход. Дивизия Грина к началу сражения насчитывала 2 504 человека. В боях она потеряла 114 человек убитыми, 507 ранеными и 30 пропавшими без вести, всего 651.
В то время, примерно в 07:30, подошли дивизии Маклоуза. Усиленная по ходу движения ещё одной бригадой, эта дивизия насчитывала 6500 человек. Это был последний резерв генерала Ли: «все подошедшие резервы были брошены в бой, и не было никакой уверенности в том, что они остановят этот поток», писал Дуглас Фриман про этот момент сражения.

#### Наступление II корпуса
Одновременно с Грином на кукурузное поле вышла федеральная дивизия Седжвика (5400 человек) из корпуса генерала Самнера. Самнер забыл об обязанностях командира корпуса и шёл в первой линии дивизии Седжвика, из-за чего утратил контроль над своей второй дивизией (Фрэнча). Дивизия Седжвика была построена в три линии: первой шла бригада Уиллиса Гормана, 1-й Миннесотский, 82-й Нью-Йоркский и 15-й Массачусетские полки (34-й Нью-Йоркский полк уклонился вправо и утратил связь с бригадой). Позади в 50 метрах шла бригада Наполеона Дэйна, а за ней на той же дистанции бригада Оливера Ховарда. Самнер в прошлом был кавалерийским офицером и поэтому (по замечанию Этана Рафьюза) не подумал о прикрытии флангов дивизии. Он так же не подумал, что менее опытная дивизия Фрэнча не может наступать в том же темпе, что и ветераны Седжвика.
Дивизия Седжвика перешла Кукурузное поле, перешла Хагерстаунскую дорогу и вошла в лес Вествуд. Пройдя лес, она вышла к ферме Поффенбергера, где встретила остатки бригада Уиндера-Григсби (Бригаду каменной стены) и конную артиллерию Стюарта. В это же время на поле боя выдвигалась дивизия Лафайета Маклоуза, и передовая бригада Семса успела присоединиться к бригаде Григсби (по запросу Джексона). Ещё когда бригада Ховарда переходила Хагерстаунскую дорогу, кто-то из полковников заметил, что федеральные части левее дивизии отступают и бригаде стоит развернуться немного влево, но это замечание было проигнорировано. Бригада Гормана вступила в перестрелку с бригадами Григсби и Семса. Бригада Дэйна шла за Горманом, и её левый полк (7-й Мичиганский) попал под огонь с фланга и втянулся в бой, так что Дэйн отправил ему на помощь 42-й Нью-Йоркский полк, а остальные полки продолжали следовать за Горманом.
Маклоуз, отправив бригаду Семса на помощь Григсби, развернул в линию остальные бригады: Барксдейла и Кершоу. Бригада Кобба (под командованием Сандерса) уклонилась вправо и потеряла связь с дивизией. Бригады Барксдейла и Кершоу при помощи бригады Эрли атаковали левый фланг Седжвика и сразу отбросили 34-й Нью-Йоркский и 7-й Мичиганские полки. За ними под удар попал 72-й Пенсильванский и тоже стал отходить. Дивизия Седжвика оказалась в критическом положении. «О Боже! — воскликнул генерал Самнер, — надо выбираться отсюда!». Ховард и Дэйна попытались развернуть свои бригады фронтом на юг, но не успели. Всего за несколько минут обе бригады были обращены в бегство, что открыло фланг бригады Гормана и поставило в особо опасное положение 15-й Массачусетский полк. Подполковник Кимбалл приказал отходить. В этом бою полк потерял половину своего состава. Это были рекордно высокие полковые потери в том сражении. Маклоуз надеялся продолжить атаку, но федеральное сопротивление не позволило ему развить успех. Вместе с тем он достиг хорошего тактического результата: разбил одну из самых боеспособных федеральных дивизий и спас левый фланг армии. От 5 400 человек дивизии Седжвика выбыло из строя 2200 человек.
Впоследствии Макклеллан описал происходящее так: «Войдя в лес западнее дороги и отбросив противника, передовая линия попала под мушкетный огонь из укреплений противника и батарей на холме. Одновременно большая колонна противника сумела оттеснить части дивизии Грина и вышла в тыл и фланг дивизии Седжвика». По этому поводу Эрли позже заметил, что земляных укреплений во время боя не было, их возвели только на следующий день, опасаясь повторения атак противника.
Маклоузу удалось опрокинуть противника, отогнать его назад и вернуть утраченные позиции. «Более никаких наступлений, кроме отдельных демонстраций, противник на моём левом фланге не предпринимал», писал Джексон в рапорте.
Атаку Маклоуза поддерживала, в частности, артиллерийская батарея Уильяма Поуга, от которой в ходе боя осталось только одно орудие, поэтому батарею отправили в тыл. В этой батарее в звании первого лейтенанта служил Роберт Ли Младший, сын генерала Ли, который стал одним из немногих выживших. Генерал Ли приказал капитану Поугу взять свежих лошадей и вернуться на позиции. «Генерал, вы хотите послать нас обратно?» — спросил Ли-младший. «Да, сын мой, — ответил Ли, — и ты должен сделать всё, что сможешь, чтобы заставить этих людей уйти».

### 17 сентября. День

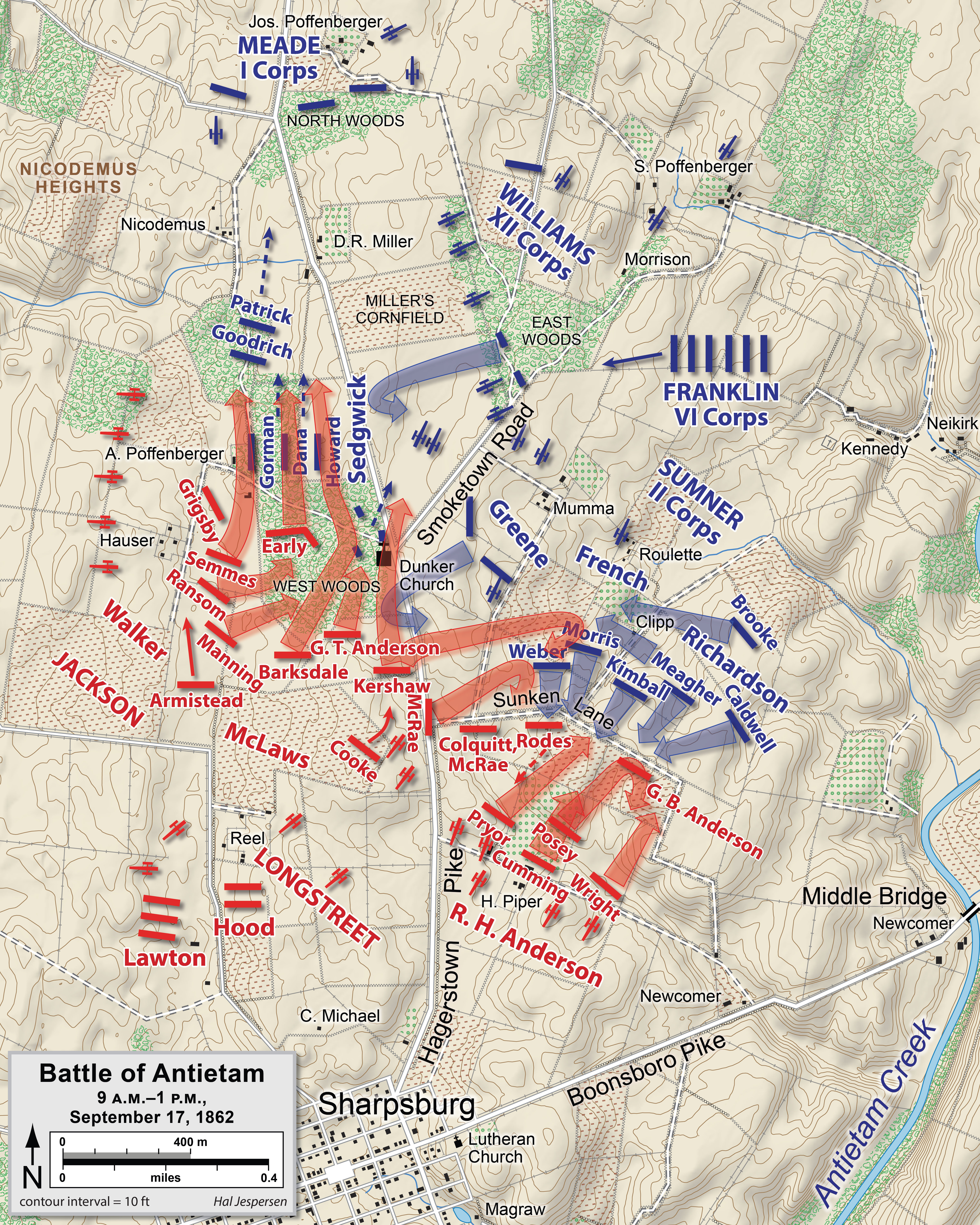
Атаки XII и II корпусов, 9:00 — 13:00

В полдень основная нагрузка пришлась на центр линии конфедератов. Здесь наступала дивизия Френча из II корпуса Самнера, которая оторвалась от дивизии Седжвика и сильно отклонилась влево. Позиции, на которые она шла, удерживала дивизия Дэниеля Хилла. Ещё утром здесь стояло 5 бригад, но в 07:00 Хилл отправил бригаду Росвелла Рипли на помощь Джексону, а через полчаса туда же ушли бригада Колкитта и бригада Макрэя (бывшая бригада Гарланда). Теперь у Хилла осталось всего две бригады, примерно 2500 человек, и он расположил их вдоль «затопленной дороги» Санкен-Роуд (англ. Sunken road), которая представляла собой что-то вроде естественного окопа. Гари Галлахер пишет, что перед позициями южан находилась возвышенность и что если бы они были вооружены нарезными ружьями, то выгоднее было бы занять эту высоту; однако ружья южан на этом участке были в основном гладкоствольными, а высота мешала северянам вести стрельбу с дальней дистанции.
На правом фланге стояла северокаролинская бригада Джорджа Бужвина Андерсона, а на левом — алабамская бригада Роберта Роудса, в том числе 26-й алабамский полк Эдварда О’Нила и 6-й алабамский полк полковника Джона Гордона. Когда генерал Ли отправился лично проинспектировать положение дел на этом участке, Гордон сказал ему знаменитое: «Эти люди останутся здесь, генерал, пока не зайдёт солнце или пока не будет одержана победа!»
Позади позиций Хилла находились кукурузное поле фермы Пипера и сама ферма, впереди, через 500 метров, ферма Роулета. У этой фермы Хилл развернул пикетную цепь.
В 07:30 дивизия Френча начала переправу через Энтитем-Крик, а через час переправу начала дивизия Ричардсона — третья дивизия корпуса Самнера. Предполагалось, что Френч прикроет левый фланг Грина, однако на пути к своей позиции люди Френча попали под обстрел южан, и Френч приказал атаковать противника. Примерно в 9:30 дивизия Френча развернулась для атаки. Френч решил провести классическую штыковую атаку в духе наполеоновских войн: три его бригады, построенные в колонны, вышли на рубеж и развернулись в три последовательные линии. Первой шла бригада Макса Вебера, затем необстрелянная бригада Дуайта Морриса, за ней — бригада Натана Кимбэлла. Бригады шли в лобовую атаку плотно сомкнутыми рядами, что было нежелательной тактикой уже в то время, но, как писал Этан Рэфьюз, у Френча в данной ситуации не было иного выбора.

Знамёна, развевавшиеся над ними, ещё не потускнели от пыли и дыма сражений, — писал полковник Гордон, — Штыки сверкали на солнце, как начищенное серебро, чётким шагом, держа равнение, как на праздничном параде, этот великолепный строй двигался в атаку в ногу под утробный рокот барабанного боя…

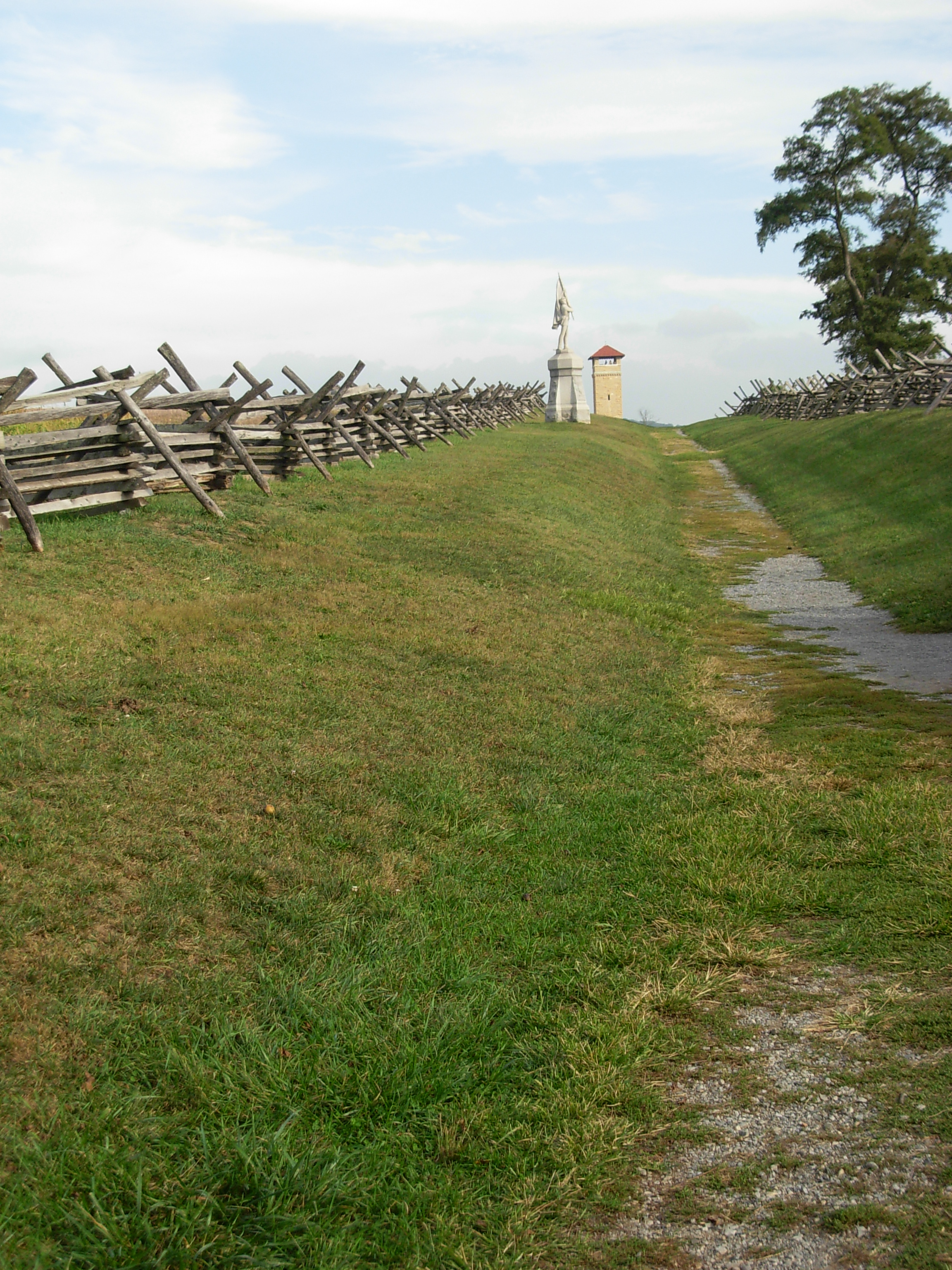
Санкен-Роуд в наше время

Полковник Джон Эндрюс из передовой бригады Вебера потом писал: «Мы уверенно наступали через заросли и кукурузные поля, сметая всё на своём пути, и встретили врага, который был построен в две линии на дороге, вернее низине, которая была на 4 фута ниже окружающей местности, а его третья линия стояла в полях позади. Местность за дорогой была выше, поэтому они могли стрелять через головы своих людей на дороге».
Удар пришёлся в основном на бригаду Роудса. Полковник Джон Гордон догадался, что противник наступает с незаряженными ружьями и велел своим людям подпустить врага как можно ближе, «чтобы каждая пуля сделала своё дело». Подпустив противника так близко, что стали видны орлы на пуговицах, Гордон скомандовал «Огонь!». Эффект этого залпа «…был ужасающим. Вся передовая линия, за редкими исключениями, была сметена. <…> И прежде чем задние линии оправились от шока, мои люди с энтузиазмом вскочили на ноги и открыли огонь по противнику». Бригада Морелла сразу отошла, сохраняя порядок. Потери северян были огромны, в то время как полк Гордона не получил ни единой царапины. Бригады Кимбелла и Вебера отступили на исходный рубеж, перегруппировались и снова пошли в атаку. Всего Френч предпринял 4 атаки и только после этого приказал зарядить винтовки и открыть огонь. Всего во время этих атак Френч потерял 1750 человек из своих 5700.
В 10:30 обе стороны получили подкрепления. На помощь Френчу подошла дивизия Исраэля Ричардсона, а на помощь Дэниелю Хиллу генерал Ли послал стоявшую в резерве дивизию Ричарда Андерсона, около 3400 человек. Однако ещё на подходе Андерсон был ранен и передал командование Роджеру Приору. В это же время на Санкен-Роуд смертельное ранение получил  генерал Джордж Бужвин Андерсон. Командование перешло к полковнику Чарльзу Тью, командиру 2-го северокаролинского полка, но когда ему это сообщили, «Тью, который стоял во весь рост, снял свою шляпу и ответил галантным поклоном, и тут же упал, раненый в голову». Командование принял Брайан Граймс.
Роджер Приор не знал, какие приказы были отданы Андерсону и куда нужно направить дивизию. Не будучи профессиональным военным и не имея боевого опыта, он оказался неспособен управлять бригадами, которые в результате оказались дезорганизованы и неуправляемы.
Бригада Эмброуза Райта подошла и встала правее бригады Джорджа Андерсона, остальные бригады Ричарда Андерсона встали чуть позади. По мнению некоторых историков, бригады Приора и Поссея включились в бой поздно, так что всерьёз сражалась только бригада Райта
Дивизия Андерсона распалась — это особенно видно по отчётам бригад: их нет. Нет отчёта дивизионного командира, нет даже отчётов командиров всех шести бригад. Существует только рапорт одного из 26-ти полков, … только один из возможных 33-х документов. Этот пробел печалит историков, но он же показывает фактическую неуправляемость дивизии 17-го числа.
В это самое время на левом фланге Френча появилась дивизия Исраэля Ричардсона, около 4000 человек.
Возглавляла наступление ирландская бригада Томаса Мигера. Они шли под изумрудно-зелёными знамёнами, а полковой капеллан Уильям Корби разъезжал перед строем, обещая идущим на смерть отпущение грехов. Бригада простояла под огнём противника 40 минут, потеряла 570 человек и отступила. Тогда Ричардсон отправил вперёд бригаду Джона Колдуэлла, и на этот раз наступление пошло успешнее. К этому времени были ранены почти все генералы Конфедерации на этом участке: не только Ричард Андерсон и Джордж Андерсон, но и полковник Джон Гордон. Роудс был ранен в бедро, но не покинул поле боя. Оставшись практически без командиров, дивизия Андерсона начала отходить. Бригада Колдуэлла обошла правый фланг линии конфедератов. Полковник Фрэнсис Бэрлоу, наступая во главе 350 человек из 61-го и 64-го нью-йоркских полков, заметил слабое место в обороне противника и захватил участок Санкен-роуд, открыв анфиладный огонь по траншеям противника.

Мы стреляли их, как овец в загоне, — вспоминал потом солдат-северянин, — если сначала пуля пролетала мимо, она могла срикошетить от стенки оврага и затем всё равно поразить цель.

Чтобы спасти фланг, Роудс приказал Джеймсу Лайтфуту (преемнику генерала Гордона) изогнуть линию обороны, но Лайтфут неправильно понял приказ, и его части начали отступать, что привело к отступлению и остальных полков бригады. Линия обороны рухнула, южане начали отступать к Шарпсбергу. «Разрыв, возникший в центре, был столь же опасен, что и тот, образовавшийся ранее на левом фланге, — писал по этому поводу Фриман, — и закрыть его было нечем. Разгром казался неизбежным».
Вся линия обороны дивизии Дэниеля Хилла на Санкен-Роуд рухнула, и тогда Хилл приказал бригадам Макрея (бывшая бригада Гарланда) и Кука, последним управляемым частям, атаковать наступающего противника во фланг; две маленькие бригады ударили в направлении фермы Роулетта и заставили 61/64 нью-йоркские полки Барлоу остановиться и развернуться фронтом вправо. Генерал Ричардсон приказал батарее Грэхема перенести огонь правее, для отражения этой атаки во фланг.
Теперь на отступающих защитников Санкен-Роуд шли 57-й и 66-й Нью-Йоркские полки бригады Брука, за которыми следовали 81-й Пенсильванский и 5-й Нью-Гемпширский полки бригады Колдуэлла. Эти части начали преследование отступающего противника, но попали под массированный артиллерийский обстрел, спешно организованный Лонгстритом.

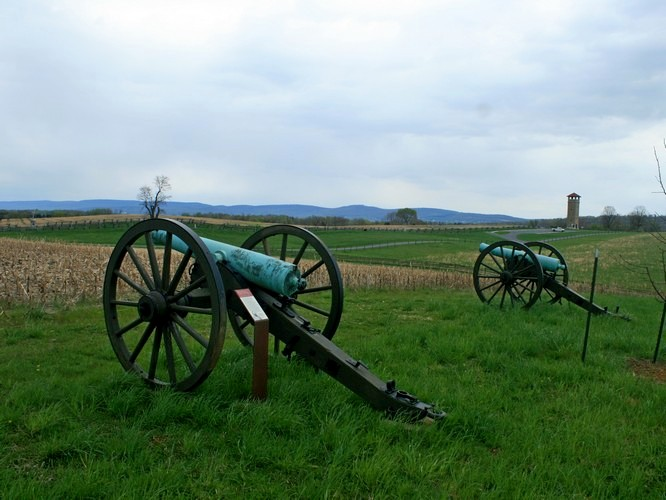
Мемориальные орудия на том месте, откуда вёл огонь Лонгстрит и его штабные офицеры (фото 2015 года).

«К счастью для южан, Лонгстрит оказался в нужное время и в нужном месте. Он велел офицерам своего штаба спешиться и стать к орудиям. Пока сам генерал держал лошадей своих адъютантов и ординарцев, те заряжали пушки и вели огонь по врагу, буквально не давая ему возможности высунуться из-за гребня холма». Лонгстрит воспользовался двумя «Наполеонами» батареи капитана Миллера, которая с утра стояла между кукурузным полем и яблочным садом. Батарея сильно пострадала от огня федеральных снайперов и Миллер остался при ней единственным офицером. Теперь «эта маленькая батарея вела огонь так решительно и быстро, как будто понимала, что должна сдержать тысячи федералов, или битва будет проиграна», вспоминал потом Лонгстрит. Адъютант Лонгстрита, майор Томас Уалтон, был при этом ранен пулей, а начальник штаба, Моксли Соррел- осколком снаряда.
Дэниель Хилл собрал своих людей у фермы Пайпера и лично повёл 200 человек в контратаку на левый фланг противника возле Санкен Роуд, но был отброшен встречной атакой 5-го нью-гемпширского полка. Северянам попало в руки знамя 4-го северокаролинского полка, 12-го алабамского и 5-го флоридского, в дополнение к трём, захваченным ранее людьми Барлоу.
Было около 13:00. Теперь обороны центра больше не существовало, и дивизия Ричардсона имела перед собой чистое поле. Никто уже не мог помешать наступлению федеральной армии, но наступать было некому. Дивизия Ричардсона потеряла около 1000 человек и продолжать наступление уже не могла. Ранен был полковник Бэрлоу, а главное, сам Ричардсон получил ранение и был отправлен в тыл. Командование принял Колдуэлл, а затем Уинфилд Хэнкок, который был весьма способным дивизионным командиром, однако из-за смены командования подходящий момент был упущен.

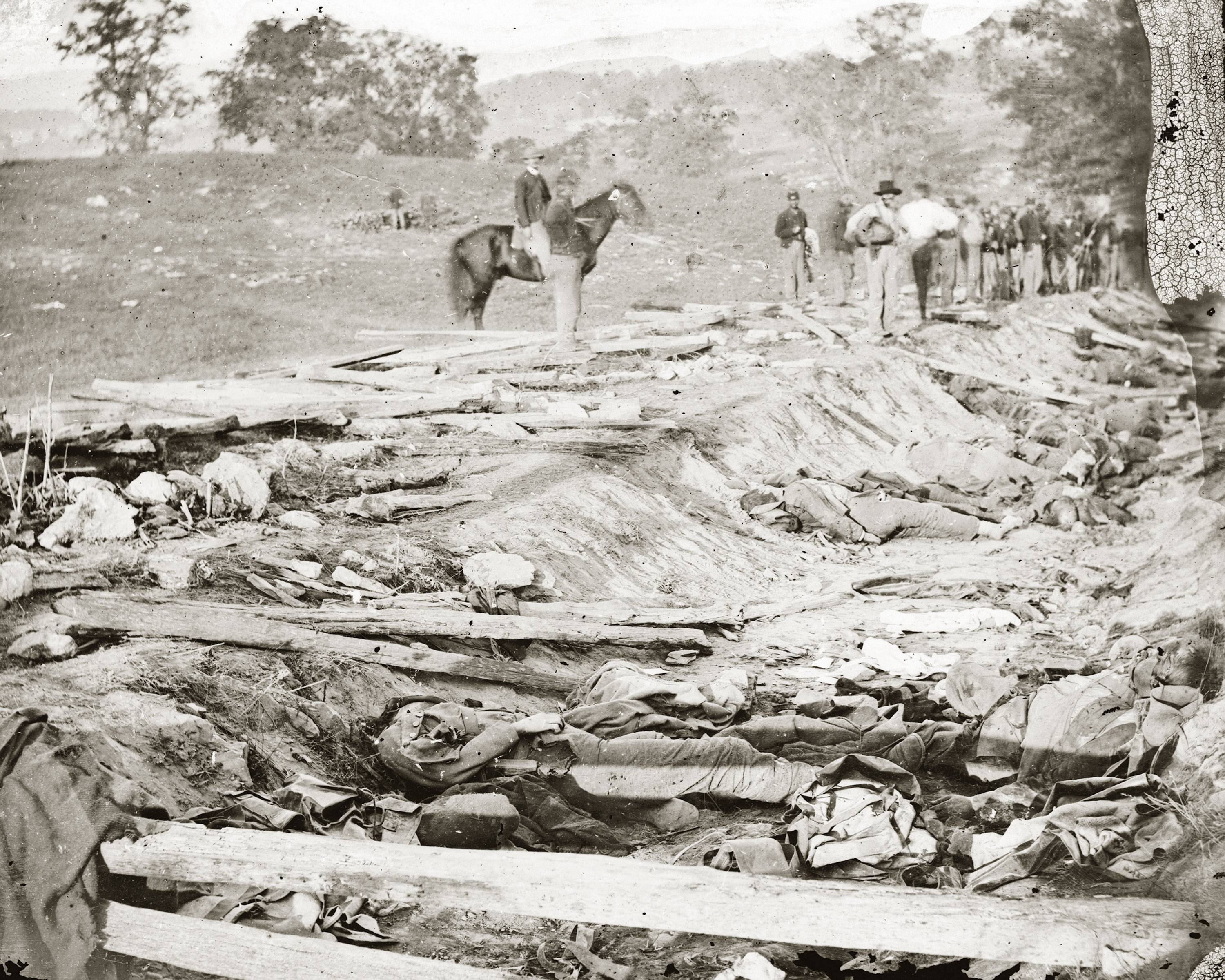
Южане, погибшие на Санкен-Роуд

Бой за 700-метровый участок Санкен Роуд длился с 9:30 до 13:00 и унёс жизни 5600 человек: 3000 северян и 2600 южан (согласно К. Малю — 1500, согласно Эйхеру — 300 северян и неизвестное количество южан). Для северян этот бой стал колоссальным упущенным шансом: если бы они воспользовались своим успехом в центре, армия Ли была бы разрезана надвое и уничтожена по частям. Необходимые силы для этого имелись: резерв в 3500 кавалерии и 10 300 пехоты из V корпуса генерала Портера стоял совсем рядом, VI корпус (12 000 человек) был на подходе. Генерал-майор Уильям Франклин даже был готов вмешаться, но Самнер приказал ему не проявлять самодеятельности. Франклин обратился напрямую к Макклеллану, который лично прибыл разобраться в ситуации, но, по неясной причине, главнокомандующий встал на сторону Самнера.
Позже, в тот же день, генерал Джордж Сайкс (командир 2-й дивизии V корпуса) предложил Макклеллану повторить атаку центра, на что генерал-майор Фицджон Портер (командир V корпуса), по его словам, заявил Макклеллану: «Помните, генерал, я командую последним резервом последней армии республики». Это заявление заставило Макклеллана задуматься, и ещё один шанс был упущен.

### 17 сентября. Вечер

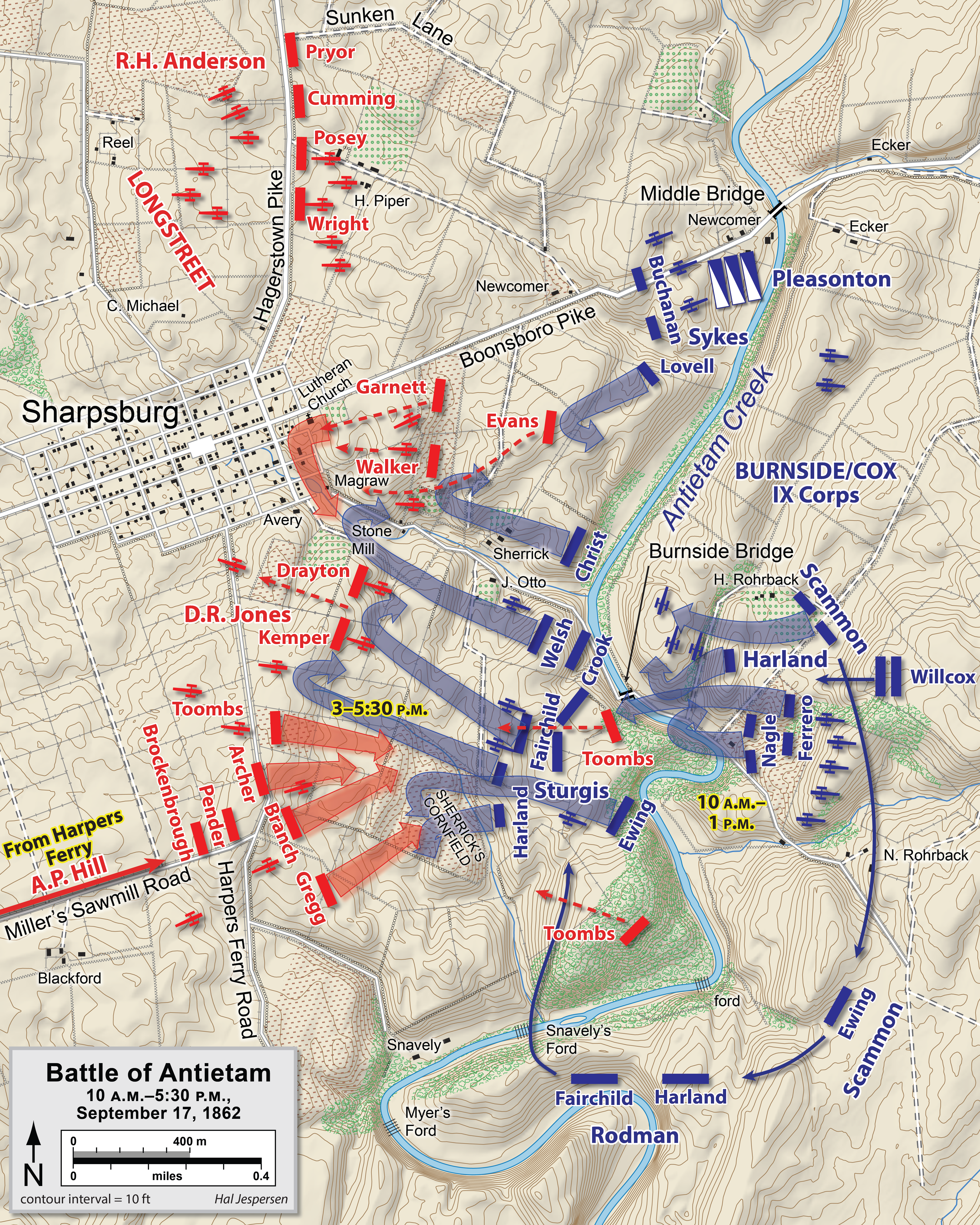
Наступление IX корпуса, 10:00 — 16:30

После полудня положение Северовирджинской армии стало критическим. Дуглас Фриман описывал его так:
Даже несгибаемый дух Северовирджинской армии не смог бы противостоять новым силам на правом фланге Лонгстрита. Сильнейшие были на последнем издыхании. Люди двигались, как тени, и сражались, как автоматы. У многих бригад кончились патроны, и солдаты искали их в патронных сумках у павших. Зарядные ящики были почти пусты. Полками уже командовали капитаны, а бригадами — полковники. Порядки дивизий смешались. Затянутые дымом улицы маленького города были переполнены стонущими ранеными и испуганными беглецами. А силы противника на правом фланге всё возрастали, а центр всё ещё был под угрозой. Армия, которая никогда не знала поражения, теперь была опасно близка к нему.
Теперь основные события развернулись на южной стороне поля боя. План Макклеллана подразумевал наступление IX корпуса генерала Бернсайда с целью отвлечь конфедератов и поддержать корпус Хукера. Однако Бернсайду было велено ждать приказа, а приказ не приходил до 10:00. Бернсайд бездействовал всё это время.
У Бернсайда было 4 дивизии — 12 000 человек и 50 орудий (Маль упоминает 13 500 человек, Джозеф Пьерро — 12 693). Противостоящие ему силы были серьёзно ослаблены, когда Ли перебросил часть из них на левый фланг. На рассвете тут стояли дивизии Джонса и Уокера, но к 10:00 была забрана дивизия Уокера и бригада Дж. Т. Андерсона. Теперь Джонс имел всего 3000 человек и 12 орудий, с которыми и должен был противостоять корпусу Бернсайда. Четыре бригады удерживали возвышенности около Шарпсберга, в основном пологое плато, известное как Кладбищенский Холм. Остальные 400 человек (2-й и 20-й джорджийские полки Роберта Тумбса) с двумя артиллерийскими батареями защищали Рорбахский мост, трёхпролётный 38-метровый каменный мост, который вошёл в историю как мост Бернсайда. Мост был серьёзным препятствием. Ведущая к нему дорога шла вдоль реки и хорошо простреливалась. С запада находилась 30-метровая возвышенность, усыпанная глыбами из старого карьера, которые были прекрасным укрытием для пехоты и артиллерии, защищавших мост.
Понимая, что взять мост фронтальной атакой будет непросто, Бернсайд послал дивизию Родмана в обход, чтобы ударить по Тумбсу справа. Чтобы не терять время, Бернсайд решил всё же атаковать в лоб. Первой в бой пошла бригада Крука, но быстро отступила с большими потерями. Затем в бой пошла бригада Нэгла из дивизии Стерджиса, но и их атака захлебнулась.

Никогда ещё сила обороны вооружённой винтовками пехоты не была продемонстрирована столь ярко и убедительно: 400 человек, занявших удачную позицию, в течение трёх часов сдерживали натиск 13-тысячного корпуса, и тот оказался совершенно бессильным что-нибудь с этим сделать.

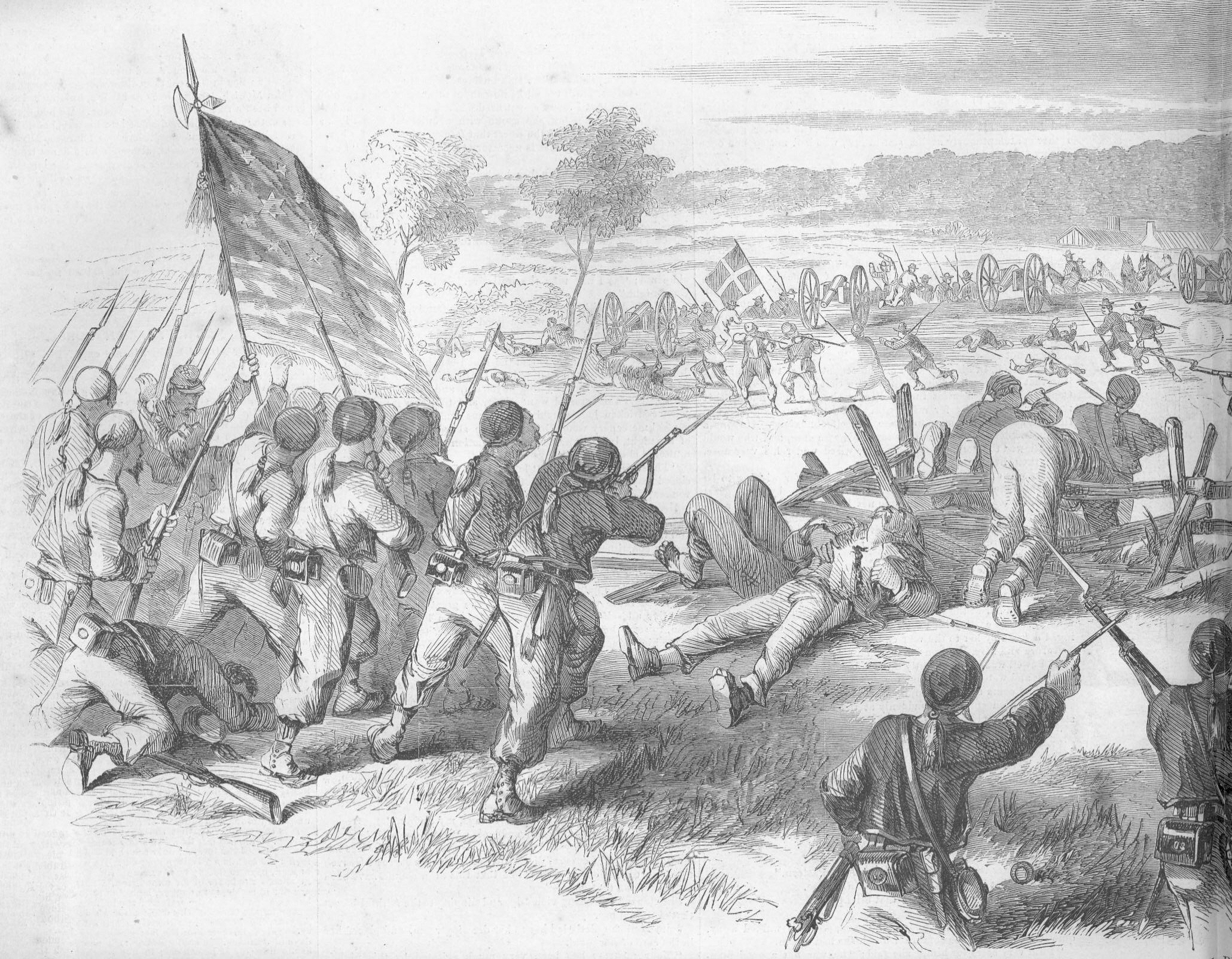
Наступление дивизии Родмана

Когда дивизия Родмана, наконец, вышла на позицию для атаки, началась третья попытка овладеть мостом. Стёрджис послал в бой свою вторую бригаду: 9-й, 51-й Нью-йоркские и 51-й Пенсильванский полки. К этому времени джорджийцы Тумбса уже расстреляли все патроны. Попав под удар с фронта и фланга, они отступили. Теперь корпус Бернсайда вышел прямо к ослабленному правому флангу конфедератов, и армия Ли оказалась под угрозой — отразить федеральную атаку было нечем.
Однако наступление IX корпуса приостановилось. Дивизия Стёрджиса расстреляла почти все заряды, и её решено было заменить дивизией Уилкокса. Только в три часа дня была сформирована боевая линия: справа дивизия Уилкокса (бригады Криста, Уэлша и Крука), слева бригады Харланда, Фэйрчайлда и Скеммона. 8000 человек при 22 орудиях. Этим двум свежим дивизиям противостояла ослабленная дивизия Дэвида Джонса: фактически только бригады Кемпера и Дрейтона.
Между тем к полю боя подошла «Лёгкая дивизия» Эмброуза Хилла. Ещё в 07:30 утра Хилл начал марш от Харперс-Ферри, в 14:00 перешёл Потомак по броду Ботлерс-Форд, а в 14:30 Хилл лично явился в штаб генерала Ли с докладом. Ли отправил дивизию Хилла на помощь Джонсу. Джонс объяснил Хиллу положение дел, и Хилл развернул свою дивизию на высотах: бригады Пендера и Брокенбро встали на правом фланге, а бригады Арчера, Грегга и Брэнча примкнули к линиям Джонса.
В 15:00 северяне начали наступление. Им удалось оттеснить бригады Джонса и захватить батарею Мак-Интоша (3 орудия). В 15:30 дивизия Уилкокса вступила на окраину Шарпсберга. Но в 15:40 Хилл уже развернул дивизию в линию и атаковал левый фланг IX корпуса — южнокаролинская бригада Макси Грегга ударила по 16-му Коннектикутскому полку дивизии Родмана, командир которой был убит почти сразу. Первой обратилась в бегство бригада Харланда, а за ней и бригада Скеммона. Хилл писал в рапорте: «Задействованные три бригады моей дивизии насчитывали не более 2000 человек, и они, при помощи моих замечательных батарей, заставили отступить 15 000 человек корпуса Бернсайда». Хилл потерял 63 человека убитыми и 283 ранеными.
IX корпус потерял примерно 20 % своего состава, но всё ещё вдвое превосходил противника численно. Но федеральные бригады начали отступать к мосту. Они ещё имели возможность повторить атаку, и Бернсайд запросил у МакКлеллана подкреплений, но тот решил не рисковать, хотя имел в резерве корпуса Портера и Франклина. В 17:00 сражение было закончено.
Когда бой уже затих и генералы Конфедерации собрались для совещания, пулей федерального снайпера был убит наповал бригадный генерал Лоуренс О’Брайан Брэнч из дивизии Э. Хилла.

## Последствия

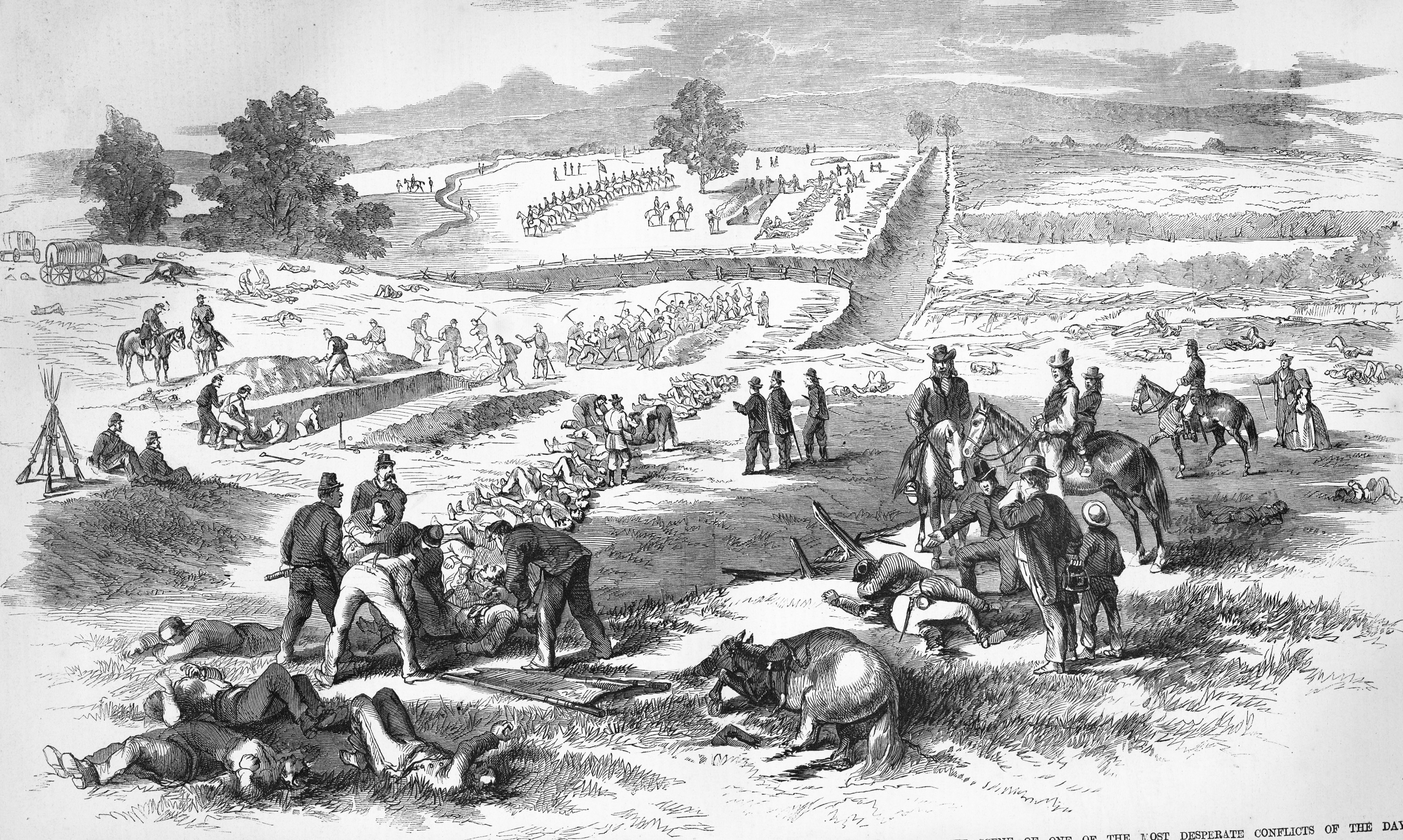
Захоронение павших на поле боя (на заднем плане видна дорога Санкен-Роуд)

На военном совете Ли объявил, что армия останется у Шарпсберга и выдержит ещё одну атаку федералов. Дуглас Фриман приводит его слова: «Джентльмены, мы не будем переходить Потомак этой ночью. Идите к вашим отрядам, наводите порядок в рядах, отправьте по два офицера от каждой бригады к броду, чтобы собрать беглецов и вернуть их в строй. Я постараюсь вернуть всех, кто оказался в тылу. Если Макклеллан захочет сражаться утром, я дам ему сражение снова. Идите!» Северовирджинская армия день простояла на позициях и только 19 сентября начала отход.
Макклеллан объявил о победе Союза. Стратегически так оно и было — потеряв 30 % своего состава, Северовирджинская армия уже не могла продолжать Мэрилендскую кампанию. Однако тактически сражение кончилось вничью. 35-тысячная армия южан сумела отбить атаку 75-тысячной армии Союза и нанести ей серьёзный урон. Потомакская армия потеряла 12 199 человек, из них 2010 убито и 1043 попало в плен (Согласно рапорту Макклеллана: 2010 убито, 9416 ранено и 1043 пленено, итого 12 469). Потери армии Конфедерации были несколько больше: 12 312 человек, из них 1587 убито и 2000 попало в плен. Цифры потерь в литературе встречаются самые разные, например, Макферсон полагает, что в армии Ли убито было от 1546 до 2700 человек. Макклеллан оценил общие потери врага под Энтитемом и в Южных горах в 25 542 человека.
Самыми ожесточёнными были утренние бои вокруг кукурузного поля. По данным Службы Энтитемского Нацпарка, на этом участке было задействовано 23 600 солдат Союза и 20 100 солдат Конфедерации, потери составили соответственно 7280 и 6580 человек.
В сражении погибли три генерала армии Конфедерации (Джордж Андерсон, Лоуренс О’Брайан Брэнч, Уильям Старк) и три генерала федеральной армии (Джозеф Мансфилд, Исраэль Ричардсон, Исаак Родман).
Сам Макклеллан видел основную проблему в личности генерала Бернсайда: «Я хочу обратить внимание на пагубные последствия непростительной задержки Бернсайда во время атаки моста и высот. Несомненно, что если бы на его месте были Портер или Хэнкок, то Шарпсберг был бы наш, Хилл был бы сброшен в Потомак, а результаты сражения были бы совсем иными».
Президент Линкольн был крайне недоволен действиями Макклеллана — в основном тем, что тот не организовал преследование отступающего противника. Макклеллан оправдывался тем, что в его задачу входили оборона Вашингтона и вытеснение противника из Мэриленда, чего он успешно добился. Однако Линкольн не удовлетворился этими объяснениями, и 7 ноября Макклеллан был отстранён от командования.
В целом стратегия Макклеллана — вводить корпуса в бой по частям — оказалась не вполне удачной. Лонгстрит отмечал, что противник попеременно атаковал с двух различных направлений, что позволяло южанам перебрасывать подкрепления с одного фланга на другой.
Особенностью сражения было то, что в нём участвовали уже вполне обученные и опытные армии. Вместе с тем пехотная тактика была далека от совершенства: северяне проводили фронтальные атаки сомкнутым строем, а южане не возводили на поле боя никаких укреплений в надежде на удобства ландшафта. «Однако Ли, в отличие от своих оппонентов, никогда не наступал дважды на одни и те же грабли. Уроки Энтитема были им учтены, и уже в следующем сражении, которое он дал Потомакской армии, полевые укрепления стали главным фактором его блестящей победы».
Международная реакция
Новости о победе северян под Энтитемом вскоре достигли Великобритании. Премьер-министр Великобритании лорд Палмерстон, до того считавший Конфедерацию непобедимой (в своём письме Министру иностранных дел лорду Расселу от 14 сентября он рассуждал о том, что в скором времени конфедераты возьмут Вашингтон или Балтимор) и обсуждавший перспективы дипломатического признания КША, внезапно сменил свою риторику, Британия выбрала более сдержанный курс взаимоотношений с обеими враждующими сторонами. В сочетании с эмансипацией чернокожих рабов Линкольном, поражение Юга под Энтитемом стало одним из решающих причин негласного отказа правительств Британии и Франции от дипломатического признания КША.